# 경상남도립미술관
경상남도립미술관(慶尙南道立美術館)은 지방자치법 제114조에 따라 도민의 미술문화 욕구충족과 지역 문화예술진흥 발전을 위하여 설치된 경상남도청 소속기관이다. 경상남도 창원시 의창구 용지로 296에 위치하고 있다.

## 같이 보기
- 경상남도청